# Frontera entre Níger y Nigeria
La frontera entre Níger y Nigeria es la línea fronteriza en sentido este-oeste que separa el sur del Níger del norte de Nigeria al África Central , separando las regiones nigerinas de Diffa , Dosso , Maradi , Tahoua y Zinder los estados nigerianos de Borno , Yobe , Jigawa , Katsina , Zamfara , Sokoto , y Kebbi . Tiene 1.497 km de longitud.

## Trazado
De oeste a este, comienza en la triple frontera entre ambos países con Benín, junto al río Níger, siguiendo una línea irregular hasta terminar 100 km al noreste del lago Chad, en la triple frontera entre Níger, Nigeria y Chad.

## Historia
La expansión de los imperios coloniales francés y británico en el periodo 1890-1905 demarcó la línea que se convertiría en la frontera moderna entre Níger y Nigeria. Durante la época colonial, franceses y británicos promovieron el uso de sus respectivas lenguas en cada lado de la frontera, así como sus tradiciones culturales, políticas y educativas. Los intereses rivales de ambos significaron que las relaciones entre ambos territorios durante la época colonial fueron desalentadas.
Actualmente es una frontera muy fácil de cruzar por vía ilegal, por la que circulan mercancías y se realiza tráfico de seres humanos. Últimamente hay reuniones entre ambos países con el fin de negociar la demarcación fronteriza.